# Alkaptonurie
Alkaptonurie (afkorting : AKU; ook wel black urine disease) is een zeldzame erfelijke genetische afwijking (autosome recessieve aandoening) van het tyrosinemetabolisme. De aandoening wordt veroorzaakt door een defect in het enzym homogentisinezuur oxidase, dat op zijn beurt veroorzaakt wordt door een mutatie in het gen homogentisate 1,2-dioxygenase. Dit enzym breekt normaal een giftig bijproduct van tyrosine af, namelijk homogentisinezuur.

Homogentisinezuur

## Symptomen
Een kenmerk van alkaptonurie is dat oorsmeer van een patiënt met deze aandoening rood of zwart kleurt bij blootstelling aan lucht (afhankelijk van het dieet). Dit verkleuren duurt enkele uren, en komt door de accumulatie van homogentisinezuur. Ook urine van een alkaptonuriepatiënt wordt donker bij blootstelling aan lucht. Er treedt ook een pigmentatie op van het oogwit. In het hart treedt er een verharding op van de aortaklep, de mitralisklep en de kransslagader. Men stelt ook een verwijding vast van de aorta en een verdikking van de achillespees.
Bij volwassenen, ouder dan 40, ontwikkelt zich bij alkaptonurie ook progressieve artritis (vooral in de wervelkolom) door de opbouw van homogentisate in botten en kraakbeen. Hierdoor kan zijn lengte krimpen.

## Diagnose
Een diagnose kan worden gedaan door natrium of kaliumhydroxide toe te voegen aan urine. Bij een patiënt met alkaptonurie ontstaat dan binnen 30 minuten tot een uur een donkerbruin tot zwart pigment op het oppervlak van de urine. Ook vaststellen van de aanwezigheid van homogentisinezuur in de urine kan als indicatie worden gebruikt.

## Behandeling
Voorkomen van alkaptonurie is niet mogelijk, en de behandeling richt zich dan ook voornamelijk op de symptomen. Het terugdringen van de opname van aminozuren als fenylalanine en tyrosine tot de minimumhoeveelheid die het lichaam nodig heeft kan de verdere ontwikkeling van de ziekte vertragen.